# Le Kram
Le Kram (arabisch الكرم) ist eine Küstenstadt und eine Delegation mit etwa 75.000 Einwohnern im Norden Tunesiens.

## Lage
Le Kram liegt in einer Höhe von ca. 5 bis 15 m ü. d. M. am Golf von Tunis etwa 14 km (Fahrtstrecke) östlich der Landeshauptstadt Tunis. Die archäologische Stätte von Karthago ist nur ca. 4 km in nördlicher Richtung entfernt.

## Wirtschaft
Le Kram ist eine der vielen Satellitenstädte der Hauptstadt Tunis, in der die meisten Einwohner ihr Geld verdienen.

## Geschichte
Jahrhundertelang war der Ort nicht mehr als ein Fischerdorf. Ahmad I. al-Husain, der Bey von Tunis, gab den Ort und sein obstbaumbestandenes Hinterland um die Mitte des 19. Jahrhunderts an seinen Kriegsminister Agha; es entstand die Ortsbezeichnung Kram El Agâ. Während des französischen Protektorats über Tunesien (1881–1956) ließen sich hier viele Europäer nieder. Erst in der 2. Hälfte des 20. Jahrhunderts setzte – zunächst langsam – ein durch Zuwanderung aus den ländlichen Gebieten ständig stärker werdendes Bevölkerungswachstum ein. Bis zum Jahr 2001 gehörte Le Kram zur Municipalité der Nachbarstadt La Goulette.

## Sehenswürdigkeiten
Außer der Uferpromenade, an der sich noch einige wenige kolonialzeitliche Villen befinden, und der nahegelegenen archäologischen Ruinenstätte von Karthago bietet Le Kram keinerlei Sehenswürdigkeiten.

## Persönlichkeiten
- Samir Sellimi (* 1970), Fußballspieler
- Adel Sellimi (* 1972), Fußballspieler